# 忘憂石
忘憂石（Worry stones）是西方人的一種舒緩精神壓力的方法，透過把寶石上刻上一個大拇指大小的壓痕，再打磨拋光，讓人在感到煩憂時用大拇指在壓痕上前後移動，讓身心回復輕鬆自然。這種忘憂石起源於古希臘，並於1970年代再度在西方社會流行。現時除了有用寶石或半寶石製成的忘憂石以外，也有採用現代實心面板材料。